# 新安郡 (西魏)
新安郡，中国南北朝时设置的郡。
西魏改南梁的南部郡置新安郡，属隆州。治所在南部县（今四川省南部县）。辖境相当今四川南部县地。北周废新安郡，南部县改属盘龙郡。隋文帝开皇三年（583年）废盘龙郡，南部县归属隆州。